# Polyptychus paupercula
Polyptychus paupercula är en fjärilsart som beskrevs av Holland 1889. Polyptychus paupercula ingår i släktet Polyptychus och familjen svärmare. Inga underarter finns listade i Catalogue of Life.